# فرانك هوزر
فرانك هوزر (بالإنجليزية: Frank Hauser)‏ هو لاعب كرة قدم أمريكية أمريكي، ولد في 18 أكتوبر 1957.